# Ислам в Бахрейне
Ислам в Бахрейне является государственной религией. Почти все граждане Бахрейна являются мусульманами, однако, из-за наплыва иммигрантов и гастарбайтеров из немусульманских стран (в частности, из Индии, Филиппин и Шри-Ланки) общий процент мусульман в стране снижается с конца XX века. В соответствии с переписью 2010 года, 70,2 % населения Бахрейна являются мусульманами. При этом по некоторым оценкам более 60 % населения Бахрейна являются шиитами, в то время как правящая в стране династия Аль Халифа является суннитской.

## История
До прихода ислама, жители Катара и Бахрейна практиковали язычество, верили в богиню Аллат. В 628 году пророк Мухаммед послал своего сподвижника аль-Ала аль-Хадрами к Мунзиру ибн Саве ат-Тамими, правителю исторического Бахрейна, который тогда включал территорию от Кувейта на севере до Катара на юге, включая Эль-Хаса, Эль-Катиф и острова Бахрейн, призывая его перейти в ислам. Мунзир принял предложения Мухаммеда и объявил о переходе в ислам всех арабов и персов Бахрейна и Катара, что ознаменовало начало Исламской эры в Бахрейне.

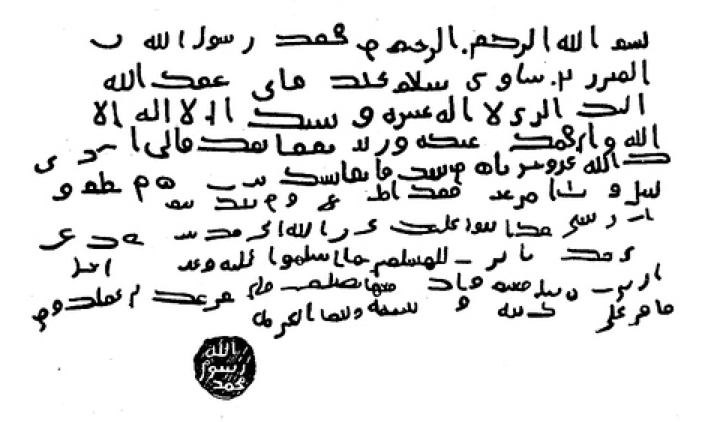
Письмо от Мухаммеда правителю Бахрейна.

В 899 году от исмаилитов отделилась крупная ветвь карматов, которая создала в Бахрейне свою утопическую общину. Карматы верили, что Бог разрешает им безнаказанно грабить имущество и проливать кровь своих противников мусульман. Они проводили набеги на соседей, грабили, уводили жителей в неволю, налагали выкупы и внушали панический страх, став бичом Аравии, Сирии, Ирака и Персии. В 930 году карматы во главе с Абу Тахиром аль-Джаннаби разграбили Мекку и Медину, осквернили колодец Замзам, и похитив Чёрный камень, вернулись с ним обратно в Бахрейн. Только в 951 году святыня была возвращена в Мекку за огромный выкуп. В 976 году карматы были разбиты Аббасидским халифатом.
Поражение Карматского государства стало причиной ослабления Исмаилизма. В это же время начали усиливаться суннитские правители, а также шиитская ветвь иснаашаритов. Суннитские правители поддерживали поглощение карматов более миролюбивыми иснаашаритами. Это привело к тому, что иснаашариты постепенному стали доминировать в Бахрейне. В XIII веке возникла «Бахрейнская школа», включавшая философские и мистические практики, которые она интегрировала в традиционное шиитское вероучение. Школа дала многих известных шиитских имамов, в частности самого известного шейха Майсама аль-Бахрани.

## Текущее положение
Официальных данных соотношения шиитов и суннитов в Бахрейне нет, однако по различным оценкам от 60 % до 70 % граждан Бахрейна являются шиитами. Правящая династия Аль Халифа и поддерживающие её племена относятся к Маликитскиму мазхабу суннизма. Среди мигрантов много мусульман из Южной Азии, большая часть которых относятся к шиитам-двунадесятникам и суннитам ханафитского мазхаба. В 1990 году в Бахрейне был построен Дом Корана, который стал одним из самых известных мусульманских музеев.
К государственным праздникам в Бахрейне относятся Курбан-байрам, Ураза-байрам, Мавлид и Мусульманский Новый год.